# Carex toezensis
Carex toezensis är en halvgräsart som beskrevs av Lajos von Simonkai. Carex toezensis ingår i släktet starrar, och familjen halvgräs. Inga underarter finns listade i Catalogue of Life.